# Arne Lietz
Arne Lietz, né le 23 juillet 1976 né à Güstrow, est un homme politique allemand membre du Parti social-démocrate d'Allemagne (SPD).